# Beleg van Medemblik (1517)

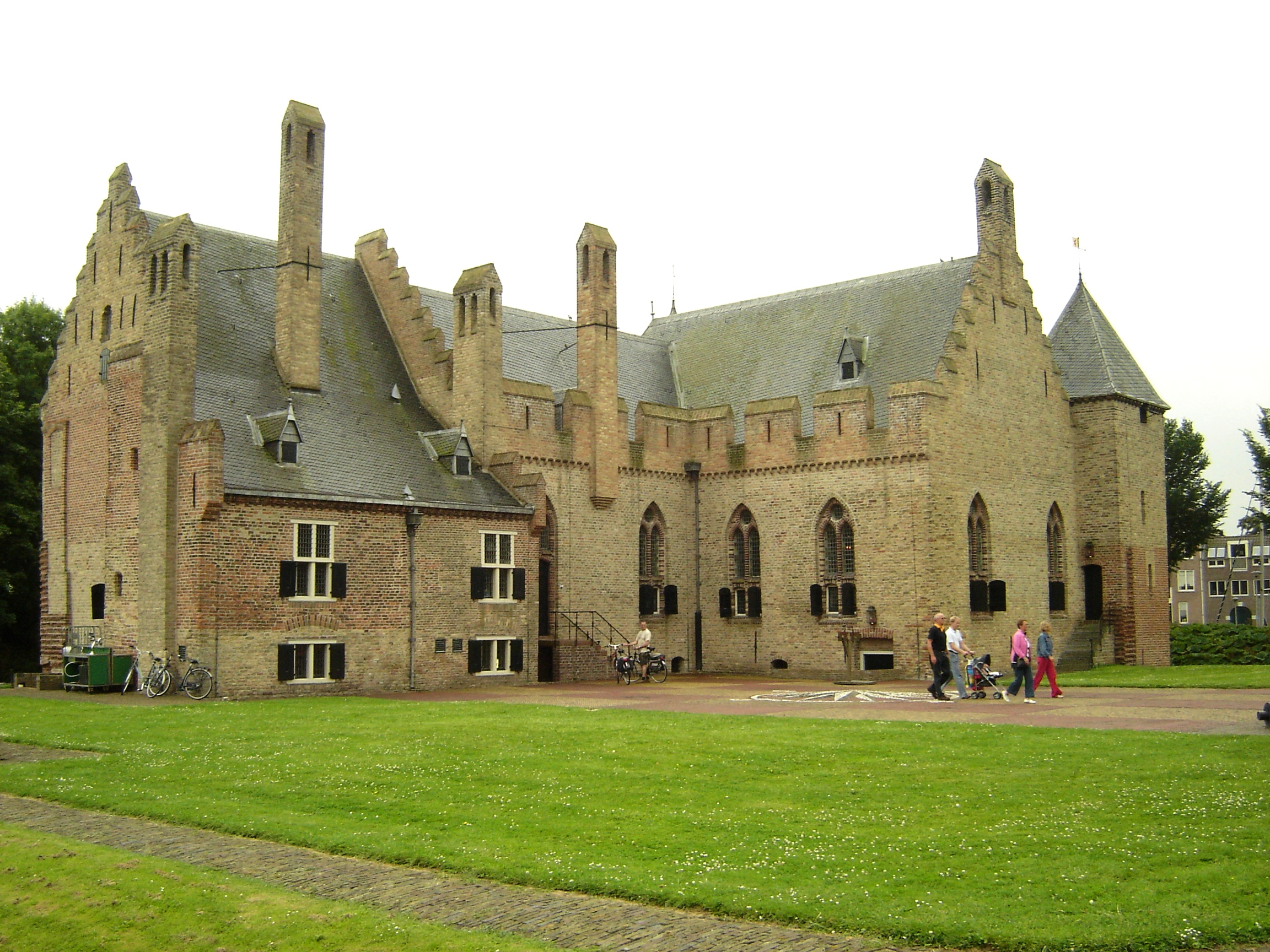
Kasteel Radboud te Medemblik

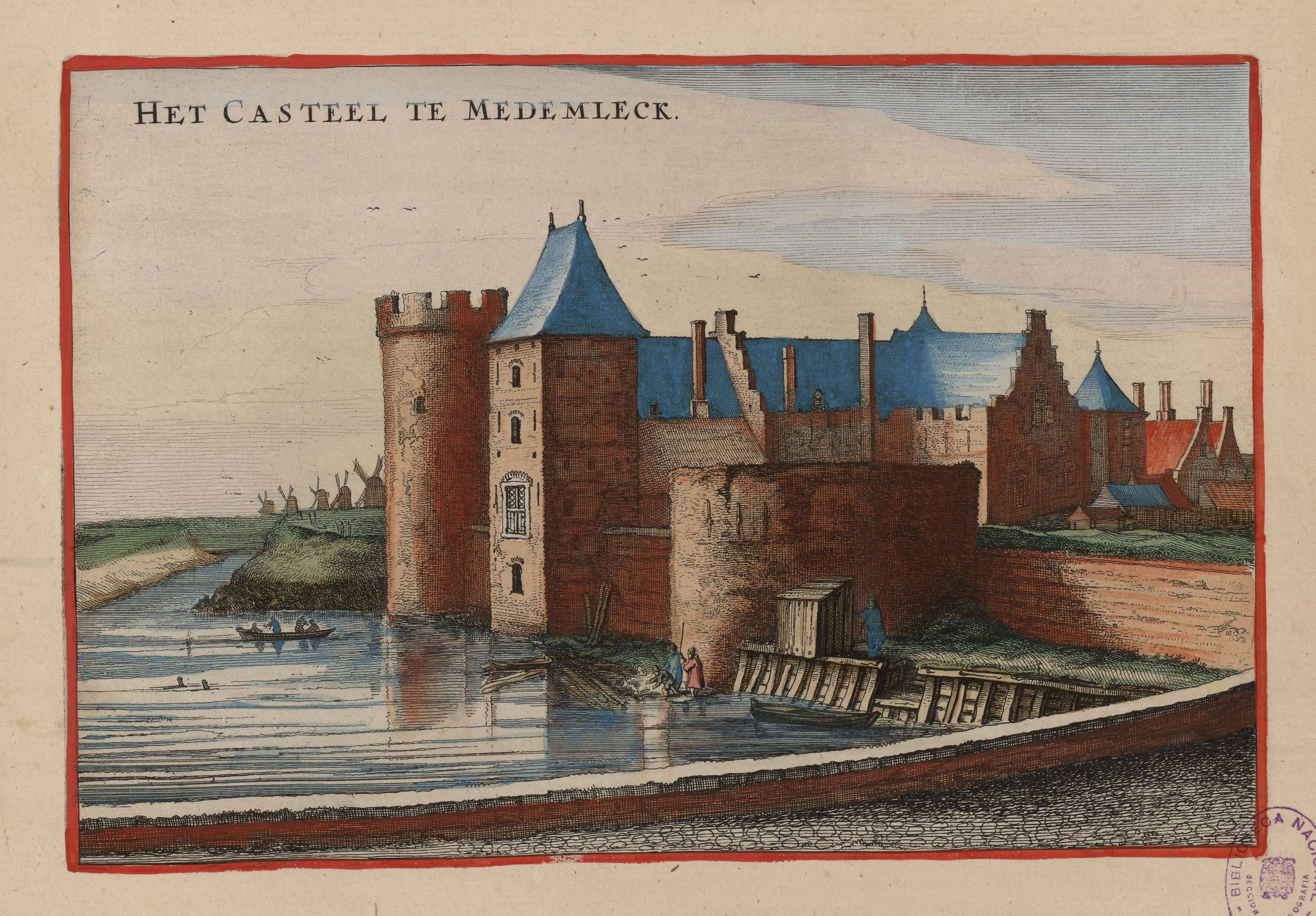
Kasteel Medemblik anno 1649

Het Beleg van Medemblik (tweede beleg) vond plaats in 1517. Medemblik met het kasteel van Medemblik werd toen voor de tweede maal sinds 1351 belegerd.

## Aanloop
Ditmaal waren het Grutte Pier en Wijerd Jelckama die Medemblik met hun Arumer Zwarte Hoop (ook wel Gelderse Friezen geheten) belegerden. Uiteindelijk slaagden de belegeraars er niet in om het kasteel binnen te dringen en de kasteelheer Joost van Buren, die de bewoners van Medemblik binnen had gelaten, wist veel van hen zodoende ook tegen onheil te beschermen.
Veel van de houten huizen waaruit in die dagen de steden nog bestonden werden geplunderd en vervolgens platgebrand. Dat het dodental toch nog binnen te perken bleef, was toe te schrijven aan het optreden van kasteelheer Van Buren.

## Beleg

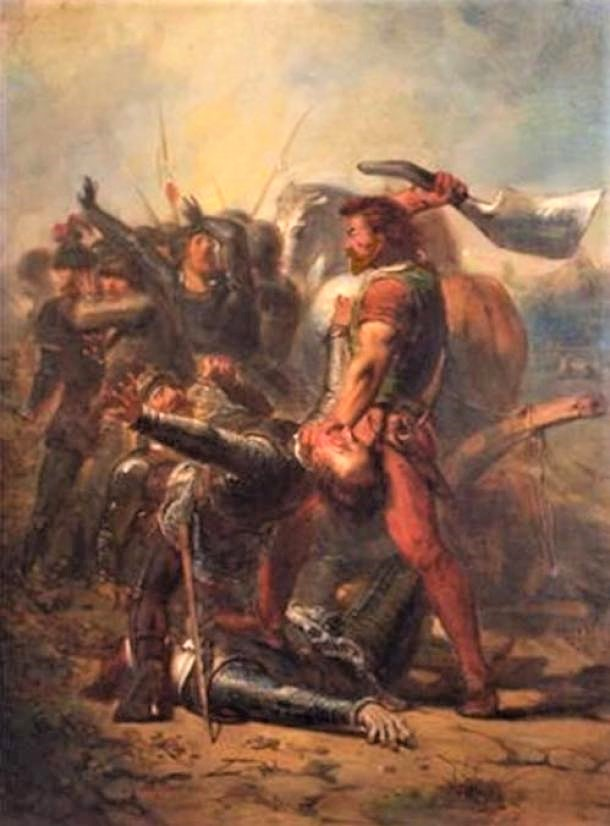
De dapperheid van Grutte Pier, anno 1516, 19e-eeuws schilderij dat de strijd van Grote Pier verheerlijkt

De legers van Grutte Pier en Grutte Wierd, genaamd de Zwarte Hoop, zouden op 24 juni 1517 met diverse vendels zijn geland ter hoogte van Wervershoof. De troepenmacht schijnt vrij groot te zijn geweest.
Onder hen waren Gelderse en Friese huurlingen onder leiding van de krijgsheer Johan van Selbach. Dit huurlingenleger bestond voor een groot deel uit boeren, struikrovers, zeelui, verarmde edellieden en andere bannelingen. Medemblik werd vlot veroverd en bewoners die zich niet in veiligheid wisten te brengen, werden omgebracht of gevangengenomen om later tegen betaling van een losprijs weer in vrijheid gesteld te worden.
Een deel van de burgerbevolking kon vluchten naar het naburig gelegen kasteel, waar de heer Joost van Buren stand kon houden tegen Grutte Pier en zijn gevolg tot deze het opgaven.

## Nasleep
Bij het vertrek stak het leger van de opstandelingen het stadje in brand. Het enige dat bewaard bleef was de toren van de Bonifaciuskerk, die in 1556 weer helemaal opgebouwd zou worden, en het kasteel met de daarin schuilende bevolking onder leiding van slotvoogd van Buren. Vrijwel alle gebouwen waren in deze dagen nog van hout gebouwd met als gevolg dat ze door de vlammen compleet met de grond gelijk werden gemaakt.
Ook het omliggende gebied werd geplunderd door de opstandelingen. Alleen in Oostwoud werd het plunderen afgekocht door de pastoor van het dorp. De schade was enorm en het duurde nog jaren om die te herstellen.